# Досужевы
Досужевы — династия купцов и предпринимателей в Российской империи, занимавшаяся данным видом деятельность на протяжении нескольких десятилетий. Известные представители:
- Алексей Александрович;
- Андрей Александрович.

## Предпринимательская деятельность

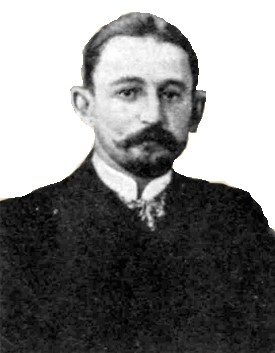
Изображение Досужева Андрея Александровича

В Москве в 1823 году Досужевым Андреем Николаевичем на Канаве была открыта небольшая суконная фабрика в его собственном доме, который был построен на личной земле, площадь которой была 2 1/2 десятины. Изначально производство сукна проходило в небольших помещениях, а производилось оно примитивным и самым простым способом. Примерно до 1859 года развитие предприятия шло очень медленно, а работа проходила с огромными замедлениями, так как использовались старые технологии и механизмы приводились в движение конными проводами, что препятствовало хорошей и качественной выработке сукна в необходимом количестве. Андрей Александрович Досужев основал дело ещё в молодости, когда ему было 22 года, и, несмотря на это, благодаря хорошей работе и целеустремлённости, развил своё предприятие настолько хорошо и энергично, что к 1836 году появилась необходимость выстроить 3-этажный каменный корпус, который должен был соответствовать своим обустройством и приспособлениями для ткачества, отделки товаров и прядения. Единовременно с этим построением здания Министерство путей и сообщения прорыли канал, что являлось огромным плюсом в этой местности.
Увеличивая и улучшая работу своего предприятия в хорошую сторону, Андрей Александрович решил в 1851 году ещё глобальнее расширить своё дело, приобретя вторую фабрику в слободе Потылихе, возле которой речка Сетунь впадает в Москву-реку. На этой новой фабрике использовались технологии чуть поновее: была применена так называемая водяная сила, которая приводилась в движение с помощью наливными или полуналивными колёсами. Ещё через некоторые количество времени Андрей Александрович перенёс из Московской фабрики прядильный отдел, в 1859 году он поставил на той же фабрике в Москве паровую машину вертикальной системы завода Жилен из Бельгии; в 1879 году данная машина была заменена на более новую — усиленную горизонтальную машину завода Шилова. В том же 1879 году в фабрике села Потылиха был поставлен локомобиль, который должен был помочь водяной силе, а прядильный отдел был вновь перенесён в Московскую фабрику. Все старые шерсточесальные машины и прядильные аппараты были заменены на более новые бельгийские машины новейшей конструкции компании Мерсье, а вся отделка сукон практически перешла на вторую фабрику, кроме сукновальни, главное отделение которой было до 1893 года в Московской фабрике. В 1867 году локомобиль на фабрике возле села Потылиха был заменён на паровую машину русской работы, которая была выполнена московским заводом «Родион Смит». После использования на двух фабриках паровых машин, созданных отечественным производителем и по новым технологиям, дело значительно начало расширяться. В 1876 году умер Андрей Александрович, основатель дела и двух фабрик, а разросшееся к тому времени предприятие требовало нового хозяина, и им стал его внук — Алексей Александрович Досужев, который также вступил в эту должность в 22 года. Постепенно дело ещё больше расширялось и Алексей Александрович прекрасно справлялся со всеми делами, улучшая качество и скорость выработки товара. К 1893 году Алексей Александрович переместил сукновальное отделение на фабрику возле села Потылиха, в котором уже были задействованы две паровые машины горизонтальной системы заводов «Н. Э. Бромлей» и «Родион Смит».

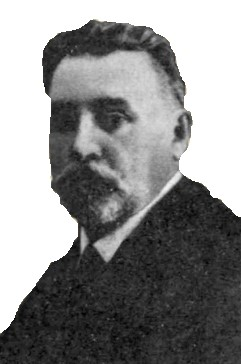
Изображение Досужева Алексея Александровича

В 1904 году на фабрике в Москве дизель-моторы заменили паровые машины, которые были изготовлены отечественным заводом «Л. Нобель». Уже с 1907 года фабрика, находящаяся возле села Потылиха, точно в таком же порядке перешла с паровых машин на более новые дизель-моторы от этого же производителя, и кроме того в этом же году предприятие стало особенно обновляться и модернизироваться в шерсточесальном отделении. Все старые аппараты этого назначения были заменены машинами прядильно-мюльными аппаратами немецкого и английского происхождения. Главным помощником и ближайшим сотрудником Алексея Александровича в период 16 лет был его сын — инженер-механик Досужев Андрей Алексеевич. Он управлял технической частью завода и нёс за это ответственность, а также и за выработку из мериносовых тканей. Кроме того, он заведовал выработкой тканей из более грубых тканей, так называемых русских тканей, джебаги и верблюжьей.
Основной специализацией фабрик была выработка тканей из грубых шерстей, а именно выработка байки для резиновых галош. Мануфактура Алексея Александровича получила заказ от российско-американской резиновой мануфактуры под маркой «Треугольник». Алексей Александрович благодаря постоянным заказам от данной фирмы смог накопить достаточно денег, для того чтобы построить новый специальный корпус. Для расширения деятельности были заказаны новые машины и аппараты из Англии. Кроме того, и добавочный двигатель дизель-мотор на 200 сил их Коломенского машиностроительного завода. В этом новом корпусе была оборудована передача электроэнергии. Для хорошей выработки суконных товаров предприятие было снабжено самой новейшей и лучшей техникой того времени.
Во время перехода владения к Алексею Досужеву в 1876 году суммарный оборот денежных средств достигал 500 тысяч рублей, а позже он был увеличен до 1,8 млн рублей. А. А. Досужев также в течение многих лет поставлял продукцию для Военного ведомства.
В настоящее время невозможно проследить, что именно произошло с фабрикой. Вероятно, после революции как и у многих семей предприятие было отобрано.